# Stary cmentarz żydowski w Wohyniu
Stary cmentarz żydowski w Wohyniu – kirkut służący niegdyś żydowskiej społeczności Wohynia. Nie wiadomo dokładnie kiedy powstał, ani gdzie się dokładnie znajdował. Obecnie w jego miejscu znajduje się zabudowa mieszkalna.